# Aleiodes nitidus
Aleiodes nitidus är en stekelart som beskrevs av Chen och He 1991. Aleiodes nitidus ingår i släktet Aleiodes och familjen bracksteklar. Inga underarter finns listade i Catalogue of Life.